# Impossible... pas français
Cet article possède un paronyme, voir Impossible n'est pas français.
Pour plus de détails, voir Fiche technique et Distribution.
Impossible... pas français est une comédie française, réalisé par Robert Lamoureux, sorti en 1974.

## Synopsis
Antoine Brisset, comptable, se retrouve au chômage à la suite de la faillite de son patron qui a misé aux courses. Il reprend du travail avec son frère Louis, dans une agence de détectives privés dirigée par Albert Lombard. Ayant à fréquenter un club de ball-trap huppé pour les besoins d'une enquête, une série de malentendus le fait passer pour un industriel spécialisé dans l'import-export. Il se voit ainsi proposer une affaire : il touchera une commission de cent-vingt millions d'anciens francs s'il parvient à acheminer sous neuf jours trois cents tonnes de malachite verte au port du Havre. Les trois hommes se mettent à la recherche du précieux matériau qui s'avère introuvable. Mais, après des jours de recherche infructueuse, ils apprennent par hasard que cette marchandise est disponible à Barcelone. 
Cependant, en raison d'une grève des dockers, il ne lui reste comme solution que de transporter la malachite par camion. Une course contre la montre s'ensuit pour répondre aux engagements pris auprès du commanditaire, Nadar. Heureusement, à Barcelone, Antoine retrouve par hasard le comte de Bonfort qui lui propose de l'aide : en particulier, de lui fournir des camions via une de ses relations, le prince Siranos de Pozos. Mais plusieurs problèmes de taille : Antoine, Louis et Albert n'ont pas conduit de poids lourds depuis leur service militaire, les femmes respectives d'Antoine et Louis ont dépensé par avance, dans des biens immobiliers, l'argent de la future commission et le chèque d'acompte, non barré et perdu par Antoine, a été encaissé par un jardinier indélicat.
L'aventure est encore compliquée par la tentative de vol d'un camion par un chauffeur malhonnête, membre d'une mystérieuse organisation et engagé d'urgence à Barcelone, des erreurs d'itinéraires et le bras et la jambe cassés d'Albert…

## Commentaires
C'est un film de transition pour Robert Lamoureux. Tourné après le succès de Mais où est donc passé la 7e Compagnie et un an avant On a retrouvé la 7e compagnie

## Fiche technique
- Titre : Impossible... pas français
- Réalisation : Robert Lamoureux
- Scénario : Robert Lamoureux
- Musique : Henri Bourtayre
- Photographie : Marcel Grignon
- Montage : Jacqueline Thiédot
- Production : PromoCinéma, Sancrosiap (Rome)
- Tournage : 1974
- Pays de production :  France
- Format : couleur - 1,66:1 - 35 mm - Son mono
- Genre : comédie, Road movie
- Durée : 92 min
- Date de sortie : 
  - France - 11 décembre 1974
- Tous publics

## Distribution
- Pierre Mondy : Antoine Brisset, comptable au chômage
- Jean Lefebvre : Louis Brisset, frère d'Antoine (Pierre Mondy)
- Pierre Tornade : Albert Lombard, directeur d'une agence de détectives privés
- Claire Maurier : Mauricette, la femme de Louis (Jean Lefevbre)
- Hubert Godon : Bernard, le fils de Louis  (Jean Lefevbre)
- France Dougnac : Catherine, la fille de Louis (Jean Lefevbre)
- Robert Lamoureux : le jardinier du golf
- Michel Creton : Francky, un chauffeur routier
- Raphaël Delpard : Golberg, l'antiquaire qui fait faillite
- Jacques Marin : Dussautoy, directeur du Ball-Trap
- Yves Vincent : Nadar
- Alix Mahieux : Madame Chambaud-Ladru, la femme au golf
- Jean-Paul Moulinot : De Sica, le collectionneur d'armes
- Louison Roblin : Madeleine, la secrétaire d'Albert Lombard
- Gabriele Tinti : Comte Jean-Charles de Bonfort
- Magali de Vendeuil : Francine Brisset, la femme de Pierre Mondy dans le film
- Marie-Christine Adam : l'employée du loueur de voitures Hertz, Place Saint Ferdinand à Paris
- Pierre Mirat : Gégène, le patron du café
- Marie-Pierre de Gérando
- Marthe Villalonga : La gardienne d'immeuble, femme d'un patient de Francine Brisset
- Paula Dehelly : la femme d'un patient de Francine Brisset
- Gisèle Grimm : la collègue de travail de Mauricette Brisset
- Monique Martial : la secrétaire de De Sica
- Albert Médina : le vendeur des trois cents tonnes de Malachite
- Serge Nubret : un des chauffeurs recrutés par François à Barcelone
- Pascale Rivault : la petite amie de Bernard Brisset
- Daniel Sarky : attaché à l'ambassade de Roumanie
- Yves Barsacq : attaché à l'ambassade de Roumanie
- Jean Puyberneau : le maître d'hôtel de la maison de Neuilly-sur-Seine
- Bernard Lavalette : Flaubert, PDG d'une entreprise de toiles émeri
- Yves Brainville : le notaire
- Mario Pilar : Responsable du fret au port de Barcelone
- Robert Rollis : Le cycliste énervé
- André Badin : Le pompiste
- Bernard Musson : Le médecin
- Isabelle Ganz  : la vendeuse de Golbert

## Autour du film
Les scènes au ball-trap sont tournées au stand de la Roche-Couloir, à Chevreuse. Le club a fermé ses portes mais le bâtiment a, depuis, été réhabilité.
La scène où l'on peut  voir le stockage de la malachite censée se situer à Barcelone a été tournée en réalité au Havre, dans le hangar 43, quai du Brésil.  
L'Arkitionos est amarré au quai de Guinée, au Havre, face au hangar n°26. 
Les scènes du golf sont tournées au golf de Saint-Nom-la-Bretèche.
Magali de Vendeuil (Francine Brisset, la femme de Pierre Mondy dans le film) est la femme de Robert Lamoureux.